# Напівправда
Напівправда — це оманливе твердження, що містить деякий елемент істини. Твердження може бути частково вірним, твердження може бути повністю істинним, але лише частиною всієї правди, або воно може використовувати якийсь оманливий елемент, наприклад неправильну пунктуацію, або подвійний зміст, особливо якщо намір полягає в тому, щоб обдурити, ухилення, звинувачення або неправдиве представлення правди.

## Мета
Мета та/або наслідок напівправди полягає в тому, щоб зробити щось, що насправді є лише вірою, але виглядає знанням, або правдивим твердженням, щоб представляти всю істину або, можливо, привести до хибного висновку. Згідно з теорією знання виправдане вірне переконання, щоб знати, що дане судження є істинним, потрібно не тільки вірити у істинність відповідного твердження, але також необхідно мати вагому причину для цього. Напівправда вводить одержувача в оману, представляючи щось правдоподібним і використовуючи ті аспекти твердження, які можна довести як істинні, як вагомі підстави вважати, що твердження є істинним у повному обсязі або що твердження представляє всю істину. Людина, ошукана напівправдою, вважає висловлювання знанням і діє відповідно.

## Приклади
- У січні 2018 року президент США Дональд Трамп заявив у Твіттері, що «щойно повідомлено, що через мою політику рівень безробіття у чорношкірих є НАЙНИЖЧИМ, з коли-небудь зареєстрованих!» Хоча рівень безробіття серед темношкірих американців дійсно був рекордно низьким, цей рівень постійно знижувався з 2010 року, за сім років до вступу Трампа на посаду.[2]
- Використання технічності[en]: колишній президент США Білл Клінтон, як відомо, сказав напівправду, коли він дав свідчення: «Я не мав сексуальних стосунків з цією жінкою, міс Левінскі». Тут він допустив помилку двозначності, щоб навмисно вказати одне конкретне значення фрази «сексуальні стосунки», але мав на увазі інше значення, щоб навмисно ввести суд в оману, але все ще мати змогу пізніше стверджувати, що «мої заяви були технічно правильні».
- «Не варто довіряти Петру своїх дітей. Одного разу я бачив, як він вдарив дитину відкритою рукою». «У цьому прикладі твердження може бути правдою, але Пітер, можливо, ляснув дитину по спині, тому що вона задихалася».
- «Я дійсно хороший водій. За останні тридцять років я отримав лише чотири штрафи за перевищення швидкості». «Це твердження вірне, але не має значення, якщо промовець почав їздити тиждень тому».
- Після того, як його зупинили за керування в нетверезому стані[en], п'яний водій невиразною мовою проголошує: «Я лише випив пару пива». «Водій, можливо, також вживав алкогольні напої, крім пива, і „пиво“ могло бути великими пляшками, на відміну від банки звичайного вмісту, пляшки нормального розміру».
- Класична історія про сліпців і слона. Кожен сліпий торкається різної частини слона і приходить до іншого висновку про природу слона; хоча досвід кожної людини щодо слона точний, ніхто з них не має повного розуміння природи звіра. Один може торкатися хвоста і вважати, що слон довгий і тонкий, інший може торкатися живота і казати, що він круглий і великий.
- «Помилкова дихотомія»: формальна помилка помилкової дилеми, також відома як фальшива дилема, помилка виключеного середнього, чорно-біле мислення, хибна кореляція, помилка або/або, і роздвоєння — включає ситуацію, в якій два альтернативні твердження вважаються єдиними можливими варіантами, коли насправді існує один або кілька інших варіантів, які не були розглянуті або представлені слухачам.

## Політика
Деякі форми напівправди є невід'ємною частиною політики в представницьких демократіях. Репутація політичного кандидата може бути непоправно зіпсована, якщо його викриють у брехні, тому складний стиль мови еволюціонував, щоб мінімізувати ймовірність цього. Якщо хтось щось не сказав, його не можна звинувачувати у брехні. Як наслідок, політика стала світом, де очікують напівправди, а політичні заяви рідко приймаються за чисту монету.
Вільям Сафайр визначає напівправду в політичних цілях як «твердження, достатньо точне, щоб вимагати пояснень; і чим довше пояснення, тим більш імовірна публічна реакція напіввіри».
У своїй роботі 1990 року «Чарівний ліхтар: Революція 1989 року, засвідчена у Варшаві, Будапешті, Берліні та Празі», Тімоті Ґартон Еш відповів на заклик Вацлава Гавела «жити в правді». ":
| Ліві лапки | Зараз ми очікуємо багато чого від політиків у добре функціонуючій парламентській демократії. Але «життя в правді» не одне з них. Насправді сутність демократичної політики можна було б описати як «працювати в напівправді». Парламентська демократія – це, по суті, система обмеженої ворожої брехливості, в якій кожна сторона намагається представити частину істини так, ніби вона є цілим. | Праві лапки |

Філософ Альфред Норт Вайтгед сказав: «Немає повних істин; всі істини є напівправдами. Спроба розглядати їх як цілісні істини, які грають диявола». Якщо це правда, твердження або істини, які, за Вайтхедом, є напівправдою, можуть створювати оманливі та хибні висновки.

## Теорія мемів
Річард Броуді пов'язує напівправду з мемом, пишучи: «істинність будь-якого висловлювання залежить від припущень, які ви робите під час її розгляду — окремих мемів, які ви використовуєте, коли думаєте про це». Броуді вважає напівправду необхідною частиною людської взаємодії, оскільки вони дозволяють практичне застосування ідей, коли недоцільно передати всю інформацію, необхідну для прийняття повністю обґрунтованого рішення, хоча деякі напівправди можуть призвести до помилкових висновків у світі логіки.

## Цитати
Поняття напівправди існувало в різних культурах, що породило декілька епіграмаматичних висловів.
- Карл Краус, австрійський журналіст, критик, драматург і поет зазначив: «афоризм ніколи не може бути повною правдою; це або напівправда, або півтори правди».[8]
- Артур Кестлер, угорсько-британський письменник і журналіст, написав: «Дві напівправди не створюють істини, а дві напівкультури не створюють культуру».[9]